# 하르키우 TEC-5

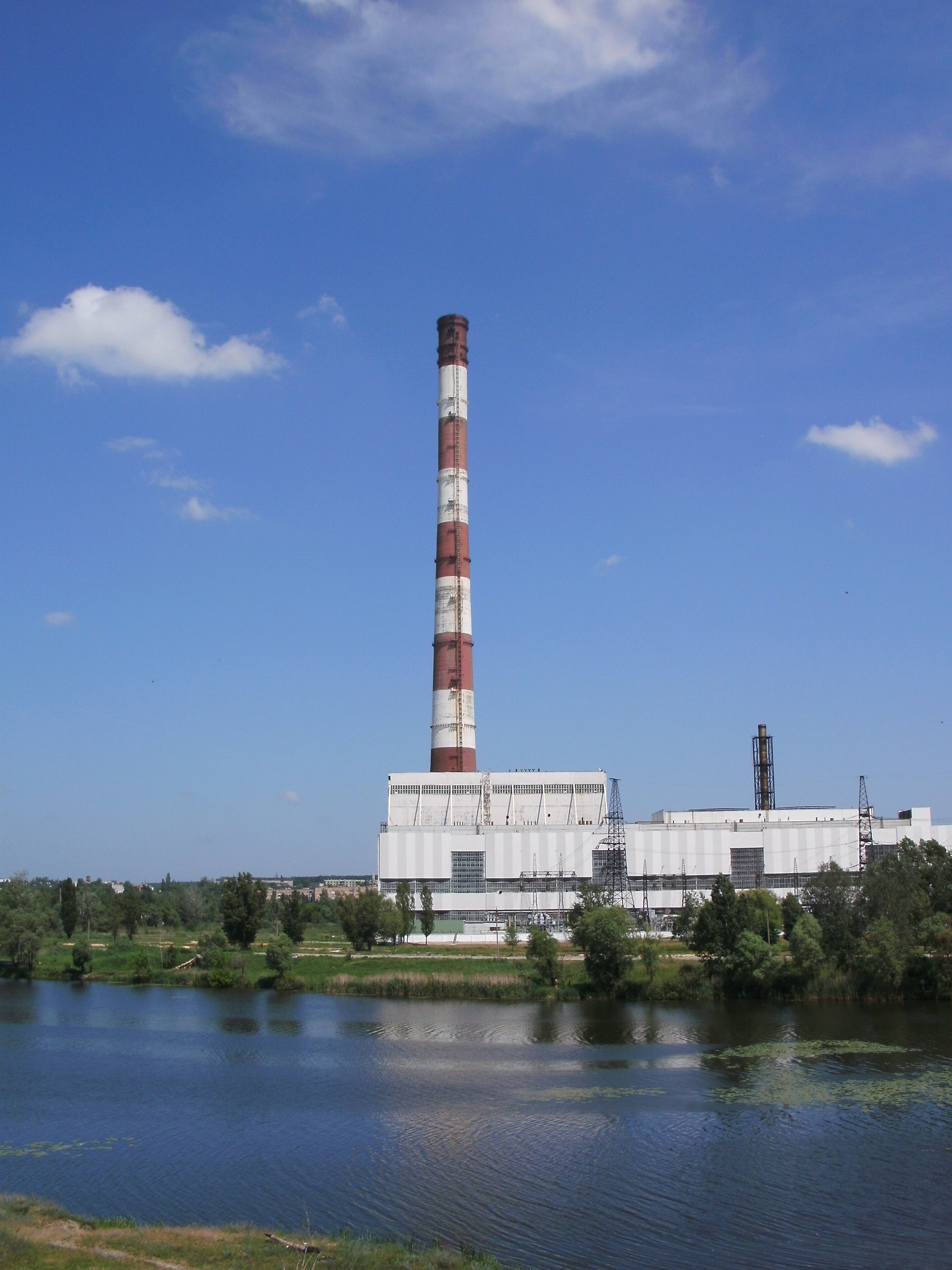

하르키우 TEC-5(Kharkiv TEC-5, 우크라이나어: Харківська ТЕЦ-5)는 우크라이나 하르키우주의 하르키우라욘(Kharkiv Raion)에 있는 포드비르키 마을 근처에 있는 열병합 발전소(CHP)이다. 이는 우크라이나에서 두 번째로 큰 CHP 발전소이다. 이는 전력 540MW, 화력 최대 1,650MW의 용량을 갖고 있다. 1979년에 건설된 330미터(1,080피트) 높이의 굴뚝이 있다. 또한 81미터(266피트) 높이의 냉각탑 2개가 있다. 이 공장은 2024년 3월 22일 러시아의 공격으로 인해 심하게 손상되어 가동이 중단되었으며 2025년까지 복구 작업이 필요할 것으로 보인다.
발전소는 나프토가즈 우크라이니(Naftogaz Ukrainy)의 자회사인 JSC 하르키우 CHPP-5(우크라이나어: Харківська ТЕЦ-5)가 소유하고 운영한다.